# Вольмеранж-ле-Буле
Вольмера́нж-ле-Буле́ (фр. Volmerange-lès-Boulay) — коммуна во французском департаменте Мозель региона Лотарингия. Относится к кантону Буле-Мозель.

## Географическое положение
Вольмеранж-ле-Буле расположен в 35 км к востоку от Меца. Соседние коммуны: Энканж на севере, Буле-Мозель на северо-востоке, Эльстроф на востоке, Вариз на юге, Конде-Нортан на юго-западе, Шарлевиль-су-Буа на северо-западе.	
Коммуна известна своим вином.

## История
- Коммуна бывшего герцогства Лотарингия.
- Центр сеньората, поделённого между герцогством и епископатом Меца.
- Сэры де Вольмеранж в 1287 году построили замок в Петранже, в окрестностях Энканжа.

## Демография
По переписи 2008 года в коммуне проживало 579 человек.	

## Достопримечательности
- Следы бывшего моста через Нид XV века.
- Церковь Сент-Юбер 1730 года.